# 땅콩 수프
땅콩 수프는 땅콩으로 만든 수프이며, 흔히 다양한 재료를 넣어서 만든다. 아프리카 요리에서 주식이지만, 동아시아 (타이완), 미국 (주로 버지니아) 세계 다른 지역에서도 먹는다. 가나에서는 푸푸와 함께 자주 먹는다. 땅콩 수프는 나이지리아의 베넹 (에도)인들에게 토속 음식이기도 하며, 가루를 낸 얌과 흔히 같이 먹는다. 땅콩 수프를 만드는 데 근본적인 재료들에는 기니후추와 베르노니아 아미그달린이 있다
페이스트 형태로 으깬 땅콩이 이 음식의 진미이며, 흔히 땅콩 파트 (pate)라고 한다. 땅콩 수프는 푸푸, 반쿠, 켄키 등과 먹는다. 가나인들과 시에라리온 같은 다른 아프리카 나라 출신들에게도 별미이다. 가나인들에게는 아칸어로 응카텐콴 (Nkatenkwan)이라고 알려져있다.

## 이름
- 은카텐콴(아칸어: nkatenkwan)

## 사진

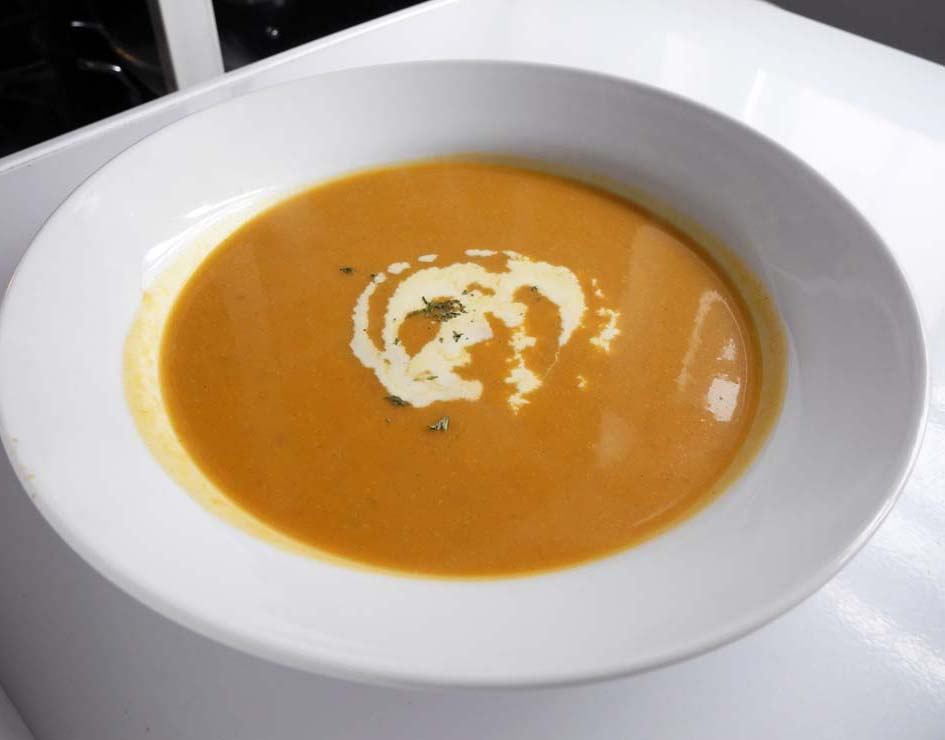
가니시를 한 땅콩 수프
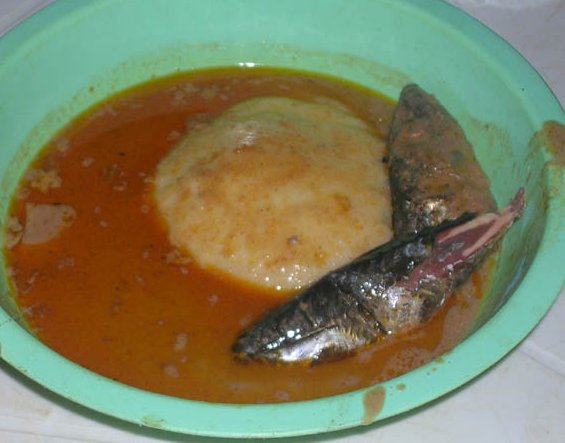
푸푸와 생선이 들어간 땅콩 수프

## 같이 보기
- 땅콩 스튜
- 기름야자 수프
- 땅콩 요리의 종류
- 수프의 종류